# Collegio uninominale Basilicata - 01 (Camera dei deputati 2017)
Il collegio elettorale uninominale Basilicata - 01 è stato un collegio elettorale uninominale della Repubblica Italiana per l'elezione della Camera dei deputati tra il 2017 ed il 2022.

## Territorio
Come previsto dalla legge elettorale italiana del 2017, il collegio era stato definito tramite decreto legislativo all'interno della circoscrizione Basilicata.
Era formato dal territorio di 74 comuni: Abriola, Albano di Lucania, Anzi, Armento, Avigliano, Balvano, Baragiano, Bella, Brienza, Brindisi Montagna, Calvello, Calvera, Campomaggiore, Carbone, Castelluccio Inferiore, Castelluccio Superiore, Castelmezzano, Castelsaraceno, Castronuovo di Sant'Andrea, Cersosimo, Chiaromonte, Corleto Perticara, Episcopia, Fardella, Francavilla in Sinni, Gallicchio, Grumento Nova, Guardia Perticara, Lagonegro, Latronico, Laurenzana, Lauria, Maratea, Marsico Nuovo, Marsicovetere, Missanello, Moliterno, Montemurro, Nemoli, Noepoli, Paterno, Picerno, Pietrapertosa, Pignola, Potenza, Rivello, Roccanova, Rotonda, Ruoti, San Chirico Nuovo, San Chirico Raparo, San Costantino Albanese, San Martino d'Agri, San Paolo Albanese, San Severino Lucano, Sant'Angelo Le Fratte, Sant'Arcangelo, Sarconi, Sasso di Castalda, Satriano di Lucania, Savoia di Lucania, Senise, Spinoso, Teana, Terranova di Pollino, Tito, Tolve, Tramutola, Trecchina, Trivigno, Vaglio Basilicata, Vietri di Potenza, Viggianello e Viggiano.
Il collegio era quindi interamente compreso nella provincia di Potenza.
Il collegio era parte del collegio plurinominale Basilicata - 01.

## Eletti
| Elezione | Elezione | Deputato         | Partito            |
| -------- | -------- | ---------------- | ------------------ |
|          | 2018     | Salvatore Caiata | Movimento 5 Stelle |
|          | 2018     | Salvatore Caiata | MAIE               |
|          | 2019     | Salvatore Caiata | Fratelli d'Italia  |

## Dati elettorali

### XVIII legislatura
Come previsto dalla legge elettorale, 232 deputati erano eletti con sistema a maggioranza relativa in altrettanti collegi uninominali a turno unico.
| Candidati              | Candidati                  | Voti    | %     | Liste                                | Voti    | %     |
| ---------------------- | -------------------------- | ------- | ----- | ------------------------------------ | ------- | ----- |
|                        | Salvatore Caiata ✔️ Eletto | 60 706  | 42,08 | Movimento 5 Stelle                   | 60 706  | 42,08 |
|                        | Nicola Benedetto           | 35 357  | 24,51 | Forza Italia                         | 16 487  | 11,43 |
| Lega                   | Nicola Benedetto           | 35 357  | 24,51 | 9 954                                | 6,90    |       |
| Fratelli d'Italia      | Nicola Benedetto           | 35 357  | 24,51 | 5 543                                | 3,84    |       |
| Noi con l'Italia - UDC | Nicola Benedetto           | 35 357  | 24,51 | 3 373                                | 2,34    |       |
|                        | Guido Viceconte            | 31 793  | 22,04 | Partito Democratico                  | 25 383  | 17,59 |
| Civica Popolare        | Guido Viceconte            | 31 793  | 22,04 | 2 509                                | 1,74    |       |
| +Europa                | Guido Viceconte            | 31 793  | 22,04 | 2 075                                | 1,44    |       |
| Italia Europa Insieme  | Guido Viceconte            | 31 793  | 22,04 | 1 826                                | 1,27    |       |
|                        | Roberto Speranza           | 9 913   | 6,87  | Liberi e Uguali                      | 9 913   | 6,87  |
|                        | Antonella Rubino           | 2 034   | 1,41  | Potere al Popolo!                    | 2 034   | 1,41  |
|                        | Valeria Giorgio            | 920     | 0,64  | Il Popolo della Famiglia             | 920     | 0,64  |
|                        | Gianfranco La Grotta       | 890     | 0,62  | CasaPound                            | 890     | 0,62  |
|                        | Domenico Aquino            | 790     | 0,55  | Partito Comunista                    | 790     | 0,55  |
|                        | Franco Pace                | 465     | 0,32  | Partito Valore Umano                 | 465     | 0,32  |
|                        | Stefano Summa              | 395     | 0,27  | Lista del Popolo per la Costituzione | 395     | 0,27  |
|                        | Angela Labella             | 392     | 0,27  | Per una Sinistra Rivoluzionaria      | 392     | 0,27  |
|                        | Maria Felicia Basso        | 385     | 0,27  | Blocco Nazionale per le Libertà      | 385     | 0,27  |
|                        | Francesco Ricci            | 232     | 0,16  | 10 Volte Meglio                      | 232     | 0,16  |
| Totale                 | Totale                     | 144 272 | 100   |                                      | 144 272 | 100   |
|                        |                            |         |       |                                      |         |       |
| Voti non validi        | Voti non validi            | 7 815   | 5,14  |                                      |         |       |
| Votanti                | Votanti                    | 152 087 | 71,91 |                                      |         |       |
| Elettori               | Elettori                   | 211 501 |       |                                      |         |       |